# Umngqusho
L'umngqusho, appelé aussi noesj en afrikaans, est un plat sud-africain à base de samp et de haricots sucrés, généralement servi avec du poulet dur appelé umleqwa en langue xhosa. Traditionnellement considéré comme un plat de base des Xhosa, ce mets a été adopté par d'autres peuples d'Afrique du Sud comme plat standard. Cette spécialité culinaire est un plat de base pour la plupart des foyers sud-africains, appelé isitambu (maïs estampillé) par le peuple zoulou et umngqusho par le peuple xhosa. La version xhosa, servie avec du beurre ou de la graisse, était apparemment un plat très apprécié de Nelson Mandela.

## Ingrédients et préparation
Le samp, les haricots et le bouillon sont portés à ébullition dans une casserole. Le samp et les haricots doivent être cuits à cœur mais conserver leur forme en un peu plus de deux heures de cuisson. Sur une poêle chauffée et enduite d'huile végétale, il faut faire revenir la carotte, l'oignon, le céleri et l'ail, puis assaisonner l'ensemble avec le paprika, le sel et le poivre, avant de faire frire le tout pendant quelques minutes supplémentaires jusqu'à ce que les légumes soient légèrement caramélisés. Les légumes sont ensuite mélangés et versés dans le samp, puis le beurre ou le saindoux sont incorporés et laissés à mijoter à feu doux pendant quelques minutes. L'umngqusho est ensuite retiré du feu et servi chaud dans un bol. Une variante de la recette implique un ingrédient supplémentaire consistant en de la moelle osseuse.